# Застава М59/66
Застава М59/66 — югославська гвинтівка, ліцензійна копія радянського самозарядного карабіна Симонова.

## Історія
Зброя була прийнята на озброєння на заміну магазинних гвинтівок Zastava M48. Вироблялася для Югославської Народної Армії  з 1966 по 1972 роки, пізніше її замінив у військах автомат Zastava M70, але вона залишилася на зберіганні.
У 2000-х роках гвинтівки M59/66 почали продавати на експорт, при цьому значна кількість була продана в США і Канаду.

## Опис
На відміну від стандартного карабіна Симонова, ствол у гвинтівки був подовжений і забезпечений 22-мм стовбурним гранатометом M.60[джерело?]. Конструкція з'єднання газової камери зі стволом також відрізнялася. Як приціли могли використовуватися стандартний механічний приціл, спеціальна нічна мушка і відкидний приціл для стрільби опереною гранатою.
На гвинтівці збережений відкидний клинковий багнет СКС, проте подовження ствола за рахунок установки гранатомета зменшило довжину леза в бойовому положенні порівняно з СКС.

## Варіанти та модифікації

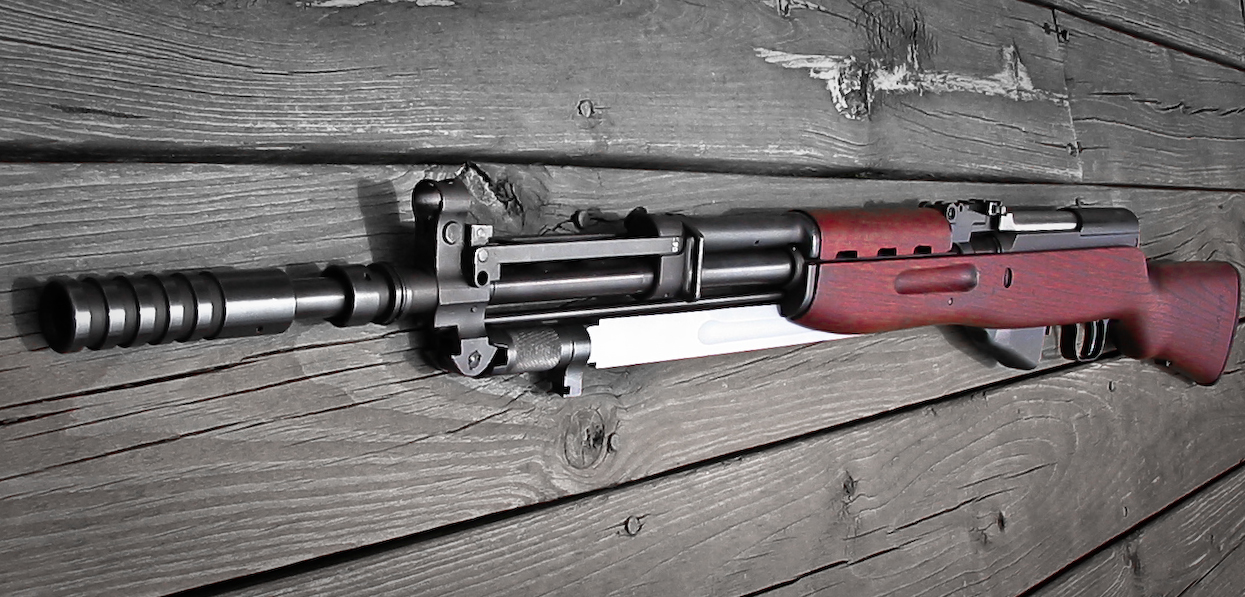
фотографія стволу M59/66

- ПАП M59 (також відома під неофіційною назвою «папівка») — перша модель зр. 1959 року)
- M59/66
- M59/66A1
- M59/66A1 PROTOCOL : версія M59/66, яка має хромовані металеві деталі та багнети. Використовується гвардією збройних сил Словенії.

## Країни оператори
- Сербія (як церемоніальна)
- Югославія
- Албанія (як церемоніальна)
- Чорногорія (використовується на різних парадних і пам'ятних, церемоніальних заходах)